# Rower

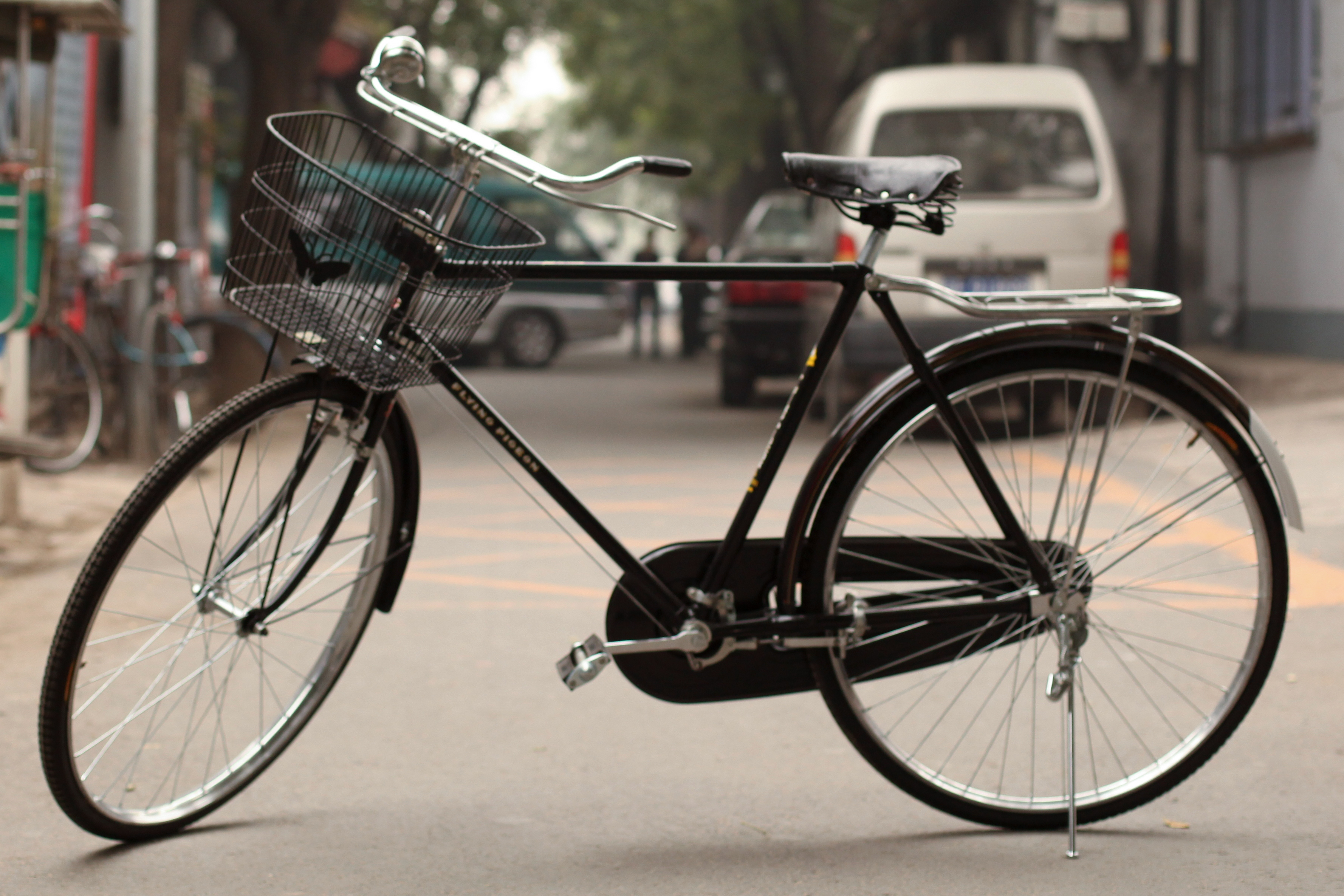
Rower miejski marki Flying Pigeon

Rower – jedno- lub wielośladowy pojazd kołowy napędzany siłą mięśni poruszających się nim osób za pomocą przekładni mechanicznej, wprawianej w ruch nogami.
Nazywany bywał słowami „koło”, „kołowiec”, „kołownik”, „welocyped” oraz „bicykl”. Według słownika Piotra Olewnika bicykla odróżnia go posiadanie kół równej wielkości. W większości nowożytnych języków europejskich jego nazwa przypomina „welocyped”. Obecna polska nazwa pochodzi od przełomowego produktu brytyjskiej firmy Starley & Sutton Company z Coventry, oferowanego od roku 1885 pod handlową nazwą Rover Safety Bicycle, który dzięki zastosowaniu łańcucha umożliwił zmniejszenie rozmiaru przedniego koła i bezpieczniejszą jazdę. Produkt zyskał popularność do tego stopnia, że firma około roku 1899 zmieniła nazwę na The Rover Company Limited. W języku angielskim „rover” to określenie osoby wędrującej bez celu, włóczęgi, łazika, powsinogi, obieżyświata, obecnie stosowane powszechnie w odniesieniu do pojazdów konstruowanych z myślą o eksploracji innych planet.
Obecnie są także produkowane elektryczno-akumulatorowe wersje rowerów, które mają silnik elektryczny wbudowany w koło, mający wspomagać jazdę.

## Opis ogólny

Schemat roweru

Typowy współczesny rower klasyczny jest jednośladem dwukołowym. Ramy roweru wykonuje się ze stali zwykłych lub stopowych, stopów aluminium lub kompozytów. Układ jezdny roweru to koła (zwykle) szprychowe i ogumienie pneumatyczne. Napęd jest przekazywany przez układ napędowy roweru, którym przeważnie jest przekładnia łańcuchowa i system zmiany przełożeń (przerzutka zewnętrzna, przerzucającą łańcuch na koła łańcuchowe o różnych liczbach zębów lub wewnętrzna, znajdującą się w piaście). Bywają również modele z napędem przekazywanym wałkiem. Hamulce: mogą być nożne, działające przy kręceniu pedałami w tył (tzw. torpedo lub hamulce zintegrowane z przerzutką wewnętrzną). Najpopularniejsze są jednak działające na obręcz mechaniczne (cięgnowe) lub (rzadziej) hydrauliczne, hamulce ręczne (hamulce szczękowe, hamulce V-brake). Coraz popularniejsze w rowerach są hamulce tarczowe. Obecnie często (oprócz rowerów szosowych) stosuje się w rowerach amortyzację obu kół (przedniego, jak i tylnego).

## Historia

Rozwój roweru na przestrzeni lat

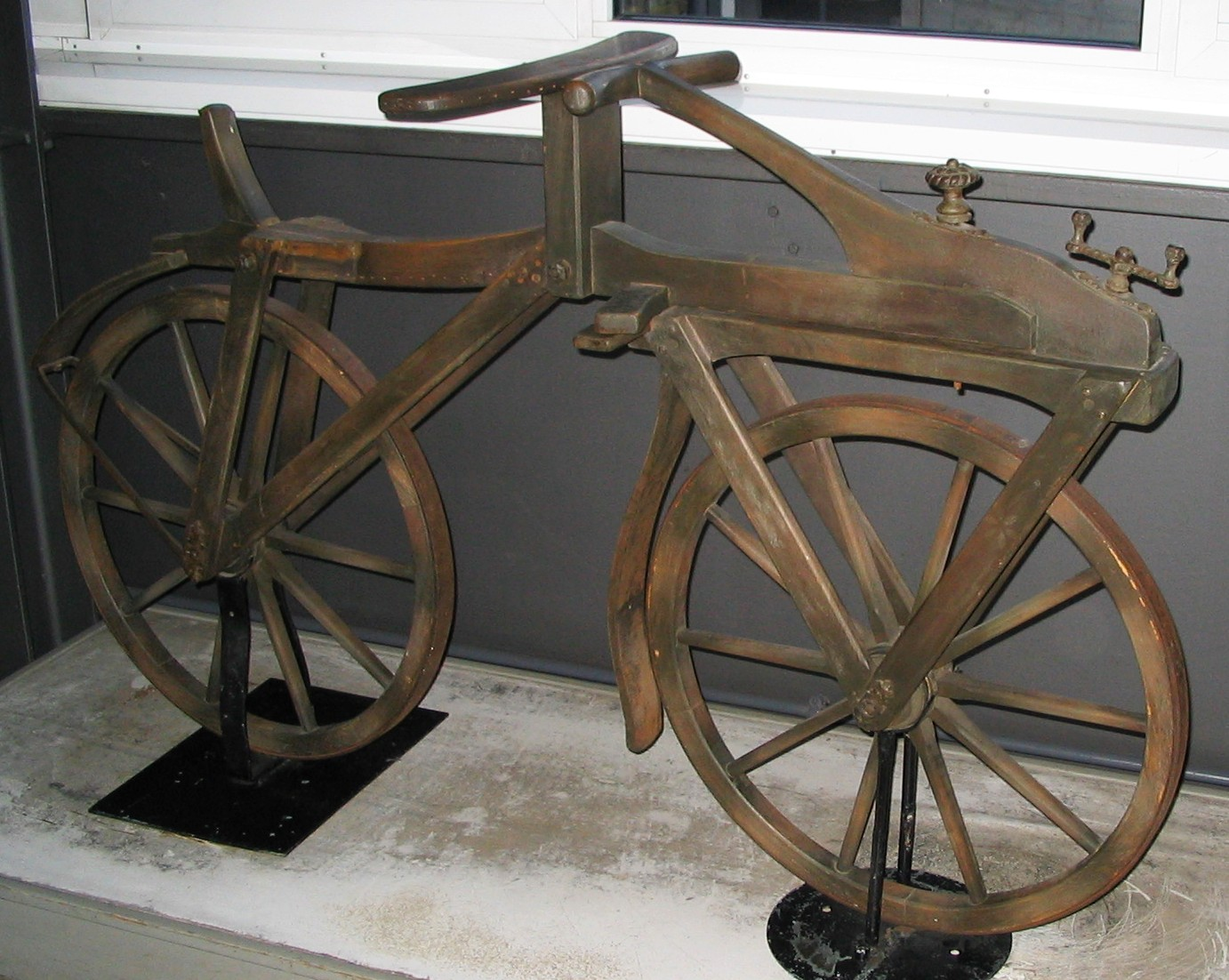
Rower barona Karla Draisa – rekonstrukcja pojazdu z 1817 roku

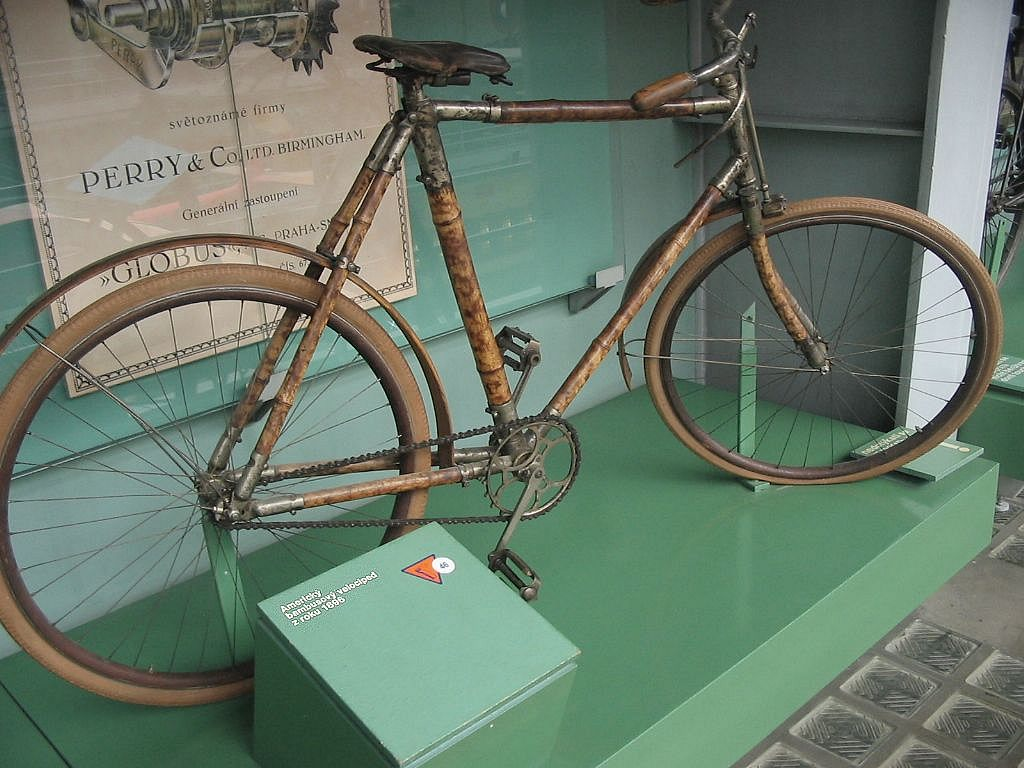
Rower z bambusową ramą (koniec XIX w.)

- 1765/1790 – dziennikarz Louis Baudry de Saunier(inne języki) twierdził w 1891, że hrabia francuski Mède de Sivrac zbudował prototyp roweru w 1765[12] lub 1790[13], ale nie można było nim sterować[12].
- 1813–1817 – Karl Freiherr Drais von Sauerbronn zbudował pierwowzór roweru (patent – 1818), tzw. maszynę biegową (drezyna). Pojazd wprawiano w ruch przez odpychanie się nogami od ziemi. Prędkość ok. 13–15 km/h. Obecnie zasada przeżywa renesans w wykonaniu dla dzieci.
- ok. 1839 – Kirkpatrick Macmillan(inne języki) zbudował trójkołowiec, a później także jednoślad napędzany systemem wahliwych pedałów i popychaczy, połączonych z wykorbioną osią tylnego koła. Był to pierwszy znany pojazd z napędzanym tylnym kołem.
- 1845 – Gottlieb Mylius i Philipp M. Fischer (1853-55) opracowali napęd przedniego koła.
- 1861 – Pierre Michaux zbudował popularny welocyped z napędem na przednie koło.
- 1867 – Michał Mrozowicki sprowadził ze Światowej Wystawy Powszechnej w Paryżu do Lwowa drewniany welocyped typu Michaux, który podarował konspiracyjnej organizacji rozwijającej sporty obronne „Sokół”, która wykonała w krótkim czasie jego dwie kopie. Zapoczątkowano wówczas sport rowerowy na ziemiach polskich[14].
- 1868 – Guilmet i Meyer opracowali napęd przekładnią łańcuchową (łańcuch drabinkowy Galle’a). Prace nad mechanizmem prowadzili także Harry J. Lawson(inne języki) (kolejne wersje – 1873, 1874, 1879) i Thomas Shergold (1877).
- 1869 – James Starley i William Hunter opatentowali koło z drutowymi szprychami pracującymi na rozciąganie. To umożliwiło wykonywanie kół o bardzo dużej średnicy i powstanie tzw. bicykli.
- 1869 – Johann F. Trefz opatentował napęd korbowy tylnego koła (korby nożne napędzały popychacze połączone z wykorbioną tylną osią).
- 1874 – James Starley opracował zaplatanie szprych styczne do piasty. Zwiększanie średnicy koła (niekiedy do prawie 2 m) sprawiło, że upadek z bicykla był niebezpieczny.
- 1884–1885 – John Kemp Starley opracował pierwowzór roweru współczesnego. Wyposażony w koła równej wielkości, kierownicę połączoną bezpośrednio z widelcem i tylne koło napędzane przekładnią łańcuchową. Pojazd nazywał się Rover (wędrowiec), stąd pochodzenie polskiej nazwy.
- 1888 – John Boyd Dunlop opatentował oponę pneumatyczną do roweru, co sprawiło, że jazda na rowerze stała się znacznie wygodniejsza. Od tego czasu kształt roweru zmieniał się jedynie nieznacznie.
- 1893 – pierwsze systemy zmiany przełożeń.
- 1903 – niemiecki mechanik Ernst Sachs wynalazł wolne koło.
- 1932 – wprowadzenie do sportu wyczynowego. Przerzutki w rowerach współczesnych należą do wyposażenia standardowego.
- 1962 – Alex Moulton(inne języki) rozpoczął produkcję rowerów na małych kołach, co spowodowało wzrost popularności tego środka transportu oraz powstanie wielu modeli rowerów składanych.
- 1978–1983 – w Kalifornii powstał rower górski, MTB (Mountain Bike) – obecnie jedna z najpopularniejszych odmian roweru na świecie. Zbudowanie pierwszego roweru MTB przypisuje się Gary’emu Fisherowi (1979). Przy wykorzystaniu rowerów górskich zdobyto szczyty niedostępne dla innych pojazdów (1996 – Szczyt Lenina, 7134 m n.p.m., Tomasz Swinarski).
- 1914 do czasów dzisiejszych – rowery poziome w obudowach aerodynamicznych pozwalają na osiągnięcie dużej prędkości – rekord świata (ustanowiony 19 września 2008) w sprincie na 200 m ze startu lotnego (rozpędzanie – 1 mila) wynosi 132,5 km/h i należy do Sama Whittinghama(inne języki) na rowerze Varna Diablo II.
- 2018 – Organizacja Narodów Zjednoczonych ustanawia 3 czerwca Światowym Dniem Roweru[15]

## Podział rowerów
| ze względu na przeznaczenie: - wojskowe - górskie (XC, DH, Enduro) - BMX - wyścigowe szosowe - przełajowe - torowe - turystyczne - miejskie - gravelowe | - dziecięce - biegowe - stacjonarne - cyrkowe - transportowe - drezyny - speedrowerowy - trialowe - cyclecrossowe - crossowe (hybrydowe) - fatbike - riksze rowerowe | ze względu na budowę: - choppery (tzw. custom bikes) - cruisery - tandemy - składane - poziome - monocykle - kwadrycykle - trójkołowe - e-bike (rower elektryczny) |

## Produkcja
- Ramy popularnych rowerów wykonuje się z rur ze stali węglowej, droższych – ze stopów aluminium lub stali stopowych (głównie manganowych, chromowych i chromo-molibdenowych). Stosuje się również stopy tytanu lub kompozyty (zazwyczaj laminaty na bazie włókien węglowych i aramidowych spajane żywicami polimerowymi).
- Rury ram łączy się spawaniem w osłonie gazu obojętnego lub (rury stalowe) lutowaniem, automatycznie, półautomatycznie lub ręcznie. Spawanie jest obecnie popularniejsze niż lutowanie ze względu na szybkość operacji i nie wymaga usuwania związków pozostających po lutowaniu.
- Ramy z kompozytów wykonywane są najczęściej jako samonośne konstrukcje skorupowe.
- Części roweru wykonuje się najczęściej ze stali, stopów aluminium i tworzyw sztucznych.
- Koła roweru mają zazwyczaj konstrukcję szprychową z 32 lub 36 szprych (w tandemach, BMXach i rowerach bagażowych bywa ich do 48, w rowerach wyścigowych często mniej np. 24, 20, min. 12). Szprychy wykonuje się ze stali, niekiedy także ze stopów tytanu lub kompozytów. Obręcze kół roweru wykonywane są ze stali, stopów aluminium lub kompozytów. Niekiedy mają profil aerodynamiczny tak, jak rury ramy i niektóre rodzaje szprych. Występują także koła kompozytowe, tak płytowe, jak i o 3 lub więcej szprychach.

## Sport
- Sport rowerowy, czyli kolarstwo dzieli się na: szosowe, torowe, przełajowe i górskie. Osobną dyscypliną jest BMX. Dyscypliny te są zarejestrowane przez UCI (Union Cycliste Internationale, Międzynarodową Unię Kolarstwa).
- Rowery poziome i cyklomobile od 1934 r. nie są uznawane przez UCI za rowery, a ich rekordy nie są rejestrowane. Uznaje je i wspomaga IHPVA (International Human Powered Vehicle Association, Międzynarodowe Stowarzyszenie Pojazdów Napędzanych Siłą Mięśni Ludzkich) i ich rekordy są tam rejestrowane. Dyscypliny MTB dzielą się na: Downhill, Four Cross, Dual, Dirt jumping, Dual Slalom, Slalom, Cross Country, Freeride i Maraton.

## Wpływ rowerów na środowisko

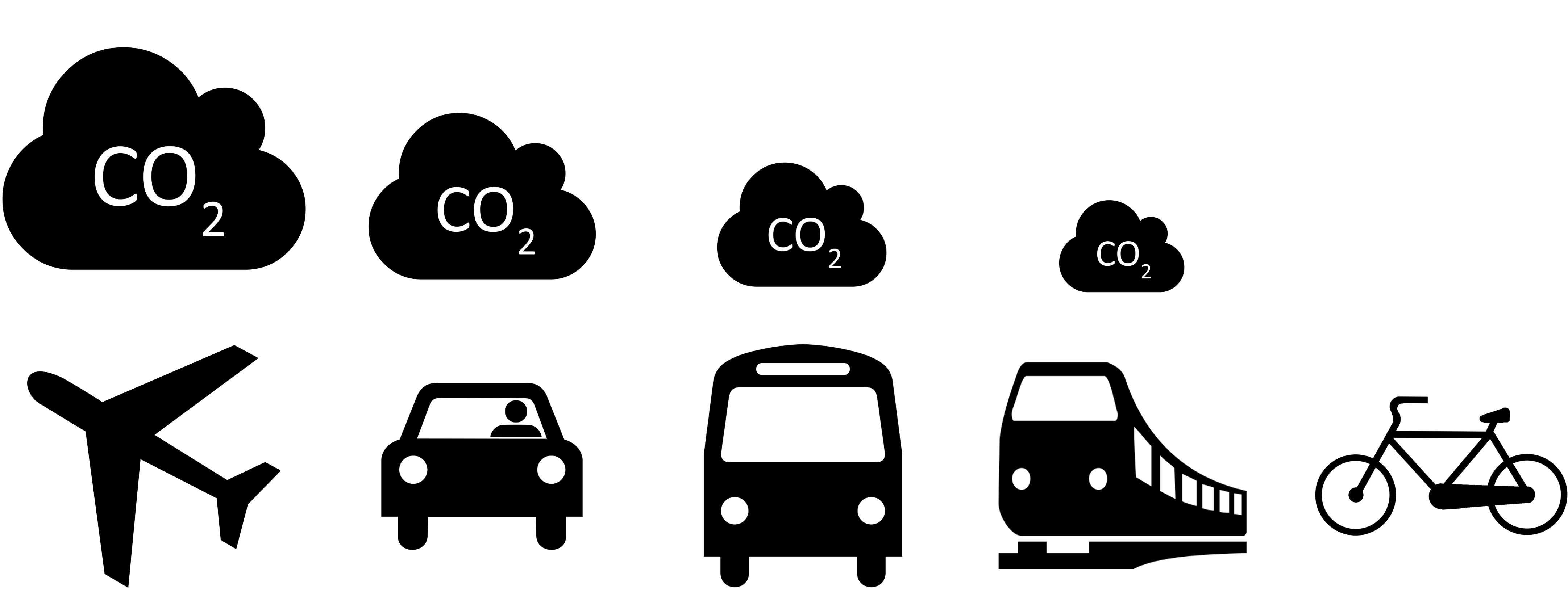
Ślad węglowy popularnych środków transportu

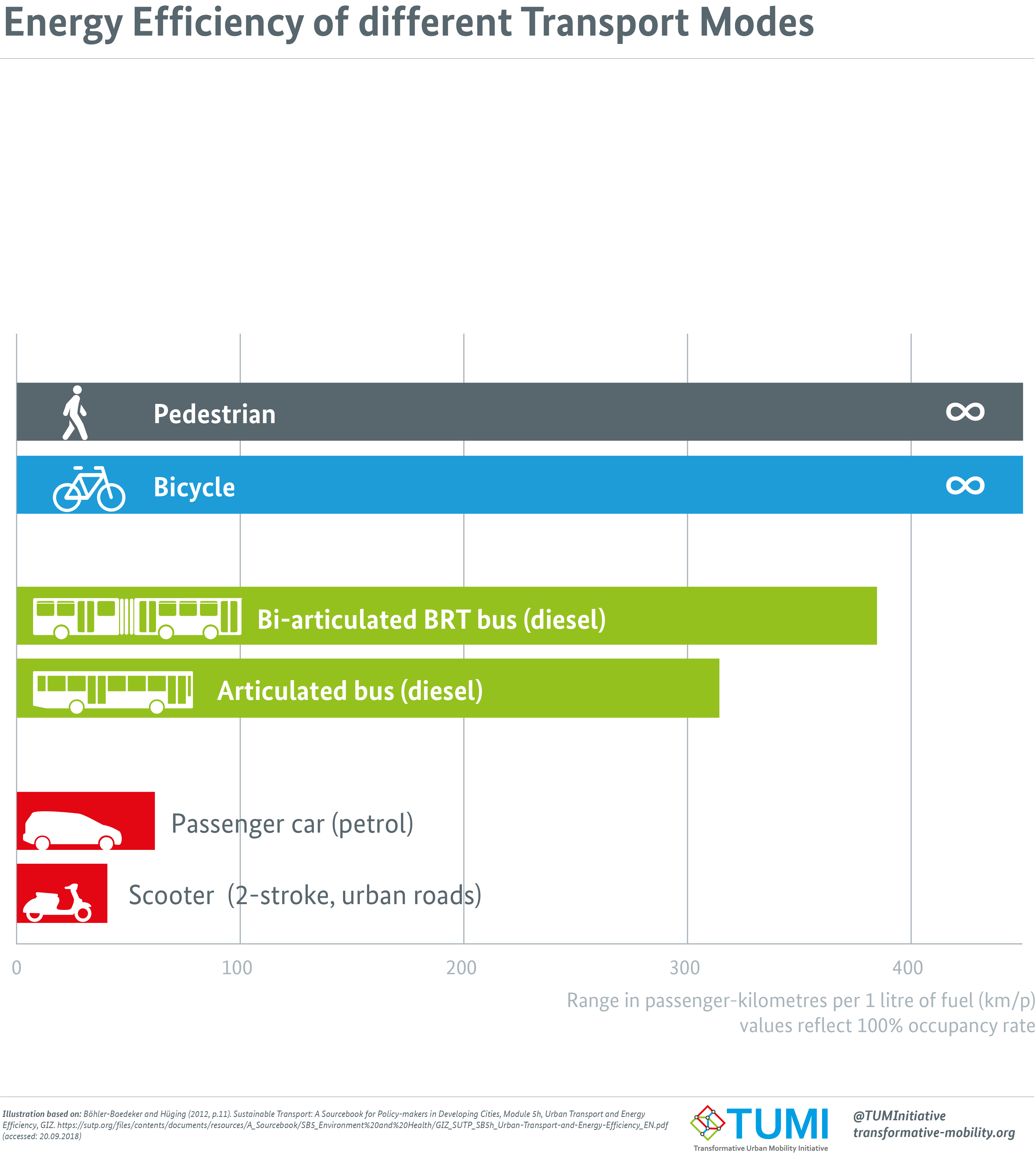
Efektywność energetyczna popularnych form transportu

W badaniu z 2011 r. przeprowadzonym przez Europejską Federację Rowerową (European Cyclists’ Federation) porównano średnie emisje rowerów zwykłych i elektrycznych z innymi środkami transportu, biorąc przy tym pod uwagę środowiskowy koszt ich produkcji oraz użytkowania. W przypadku rowerów uwzględniono też dodatkowy wydatek energetyczny samych użytkowników w postaci spalonych kalorii. Według obliczeń emisja na każdy kilometr pokonany zwykłym rowerem wynosi 21 gramów CO2, a rowerem elektrycznym 1 gram więcej. W przypadku samochodów wynik to 271 gramów na kilometr na osobę oraz 101 gramów na kilometr na pasażera autobusów.
Z badania wynikło, że gdyby każdy kraj członkowski Unii Europejskiej miał taki udział rowerów w podróżach, co Dania, to redukcja wyniosłaby od 5 do 11% całkowitej emisji, czyli niemal połowę zmiany potrzebnej do osiągnięcia unijnego celu do 2020 r. oraz przyniosłoby od 57 do 125% redukcji emisji niezbędnej w sektorze transportowym.
Według amerykańskiego raportu z 2015 r. w wielu przypadkach rowery elektryczne mogą być bardziej wydajne na pasażerokilometr niż transport szynowy. Gdyby globalny udział rowerów w podróżach w miastach wzrósł z około 6% obecnie do 11% w 2030 r. i 14% w 2050 r., ta zmiana ograniczyłaby całkowitą emisję CO2 o 7% w 2030 r. oraz 11% w 2050 r.
Rower jest jedynym środkiem transportu, który Unia Europejska uznała za w 100% przyjazny zarówno dla klimatu, jak i ochrony środowiska.

## Jazda na rowerze

### Wpływ jazdy na rowerze na zdrowie
Wiele naukowych opracowań dowodzi, że ludzie regularnie jeżdżący na rowerze mają mniejsze skłonności do otyłości, cukrzycy, udarów, chorób serca i różnych rodzajów raka. Rowerzyści nie tylko zyskują kilka lat życia, ale mają też większe szanse pozostać mobilnymi i niezależnymi w podeszłym wieku czy uniknąć demencji. U ludzi, którzy jeździli do pracy rowerem, istnieje o 40% mniejsze ryzyko zgonu w czasie 15 lat badania niż pozostałych. Kolarstwo znacznie poprawia kondycję układu sercowo-naczyniowego.

## Wpływ rowerów na emancypację
W Wielkiej Brytanii na kobiety i dziewczynki przypada 29% przejazdów odbywanych na rowerze. W Warszawie 34,8%, w Stanach Zjednoczonych 24%, a w Australii 21%.
W Danii i Holandii kobiety stanowią odpowiednio 55 oraz 56% rowerzystów. Jest możliwe, że równy udział obu płci w ruchu rowerowym jest powiązany z dobrą infrastrukturą. Badanie przeprowadzone w Nowym Jorku wykazało, że na Piątej Alei, gdzie znajduje się wydzielona droga dla rowerów, udział kobiet wynosił 20%. Na równoległej Szóstej Alei, gdzie nie ma infrastruktury rowerowej, 10%. W publikacji Lady Cyclist z 1895 r. angielska pisarka Louise Jeye pisała o wolności jaką daje rower: „To nowa era, nowa era emancypacji, a przyniósł ją rower. Nieskrępowane obecnością przyzwoitki lub co gorsza męskiego adoratora młode dziewczyny naszych czasów cieszą się wolnością pedałowania i jazdą wśród pięknych krajobrazów. Mogą poczuć prawdziwą niezależność, a ponadto, poprawiając swoją kondycję fizyczną, dbają też o umysł”.
Steve Jones określił kiedyś rower mianem najważniejszego wynalazku przeciwdziałającego zaburzeniom genetycznym. Dzięki rowerom ludzie szukający partnerów w pobliskich miejscowościach, mogli teraz wybierać ze znacznie większej grupy osób.
W 2011 r. Transport for London wykazał, że typowymi rowerzystami w Londynie byli najczęściej biali mężczyźni przed 40 r. ż., o zarobkach od średnich do wysokich. Według kolejnego badania przeprowadzonego w 2016 r., już po budowie kilku tras rowerowych, czarnoskórzy oraz mieszkańcy należący do mniejszości etnicznych zaczęli równie często regularnie podróżować rowerem co biali.

## Wpływ rowerów na biznes
W Grazu zapytano właścicieli sklepów, ilu ich zdaniem z ich klientów przyjeżdża autem. Sklepikarze oszacowali procent takich klientów na 58%, lecz kierowców było o połowę mniej. Podobne wyniki uzyskano w badaniach w Bristolu, Vancouver i Toronto, w Portland i w Szczecinie.
Badania realizowane między innymi w Kopenhadze wykazały, że choć klienci na rowerach kupują mniej podczas jednej wizyty, to zaglądają do sklepu częściej, więc w ogólnym rozrachunku wydają więcej niż ci zmotoryzowani. W 2013 r. nowojorski Departament Transportu zamówił cykl analiz wpływu wybranych nowych dróg dla rowerów na firmy. Badacze ustalili, że 3 lata po wytyczeniu pasów rowerowych na Dziewiątej Alei na Manhattanie dochody przedsiębiorstw zlokalizowanych wzdłuż tej ulicy urosły o 49%, podczas gdy zyski firm przy trzech podobnych ulicach, przy których pasy dla rowerów nie powstały, poszły w górę zaledwie o 26%. Podobnie na Brooklynie, gdzie sprzedaż w dzielnicy wzrosła średnio o 60%, ale wzdłuż drogi dla rowerów na Vanderbilt Avenue się podwoiła. „Wynika stąd, że stworzenie bezpieczniejszej, bardziej przyjaznej i zrównoważonej infrastruktury ulicznej rzadko szkodzi lokalnym przedsiębiorcom, a w przeważającej większości przypadków jest dla nich błogosławieństwem” – podsumowanie raportu.

## Prawo rowerowe w Polsce

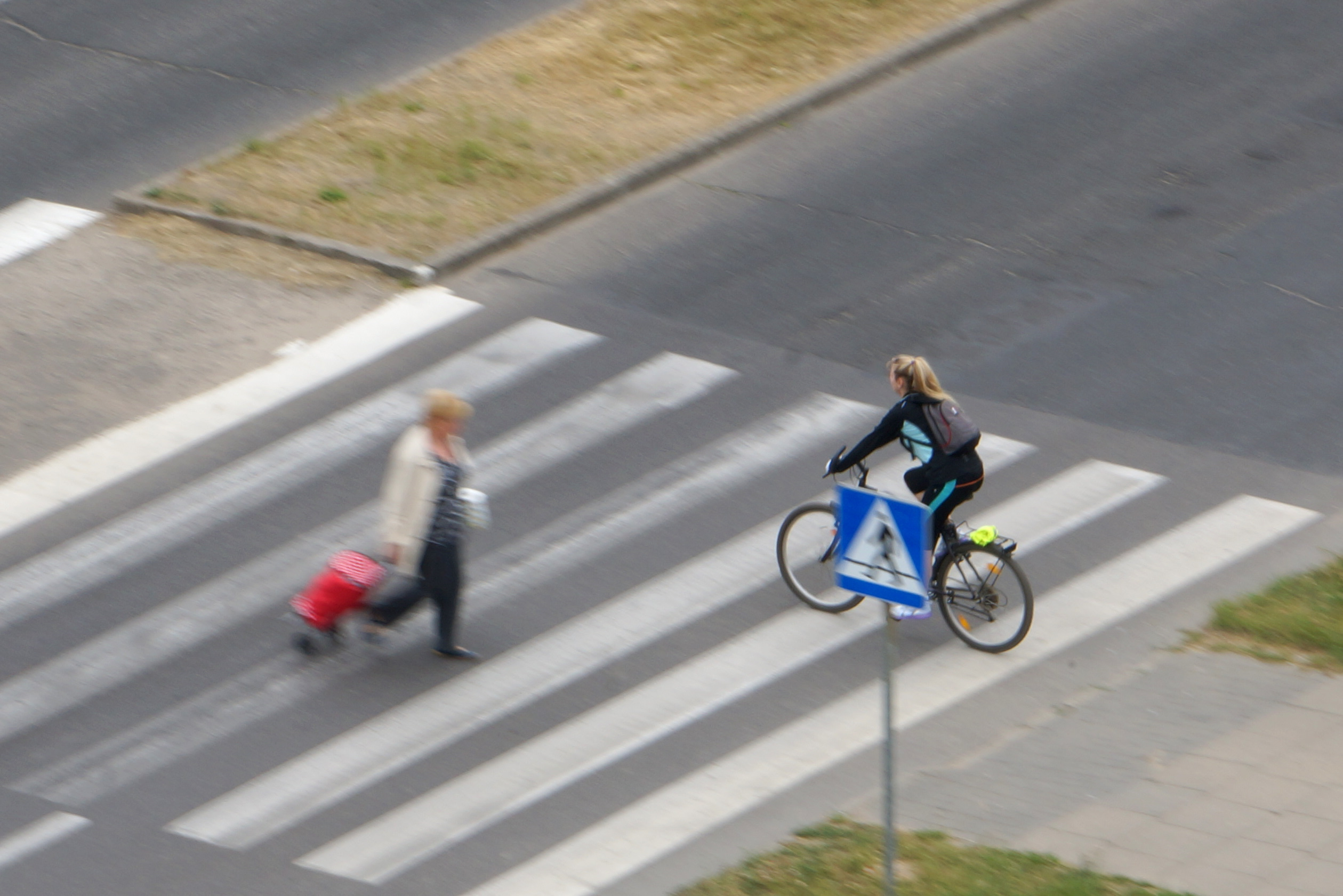
Nieuprawniony przejazd przez przejście dla pieszych

### Definicja roweru i wózka rowerowego
Rower w myśl ustawy Prawo o ruchu drogowym jest pojazdem o szerokości nieprzekraczającej 0,9 m i poruszanym siłą mięśni osoby jadącej tym pojazdem, przy czym dopuszcza się wyposażenie roweru w napęd elektryczny zasilany napięciem nie wyższym niż 48 V o znamionowej mocy ciągłej nie większej niż 250 W, którego moc wyjściowa zmniejsza się stopniowo i spada do zera po przekroczeniu prędkości 25 km/h.
Pojazd, który spełnia wymagania roweru, przekraczając jednak 9 dm szerokości, definiowany jest jako wózek rowerowy (np. riksza).

### Dopuszczenie do ruchu roweru i wózka rowerowego
Do 1954 r. wydawano rowerowe tablice rejestracyjne. Do 1964 r. istniał obowiązek rejestracji rowerów. Obecnie, zgodnie z art. 71 ust. 3 Prawa o ruchu drogowym, rower i wózek rowerowy są dopuszczone do ruchu, jeżeli spełniają ogólne warunki techniczne dotyczące pojazdów wskazane w art. 66 ww. ustawy. Szczegółowo warunki techniczne co do tych pojazdów zostały określone w Rozporządzeniu Ministra Infrastruktury z dnia 31 grudnia 2002 r. w sprawie warunków technicznych pojazdów oraz zakresu ich niezbędnego wyposażenia (Dz.U. z 2024 r. poz. 502).

## Rowery w Polsce
W 1867 roku Michał Mrozowicki sprowadził ze Światowej Wystawy Powszechnej w Paryżu do Lwowa drewniany welocyped typu Michaux, który podarował konspiracyjnej organizacji rozwijającej sporty obronne „Sokół”, która wykonała w krótkim czasie jego dwie kopie. Zapoczątkowano wówczas sport rowerowy na ziemiach polskich. W 1891 r. pierwszą w Polsce fabrykę rowerów założył Władysław Sierpiński. Polska Fabryka Rowerów i Motocykli Wicher zlokalizowana była w Łodzi przy ul. Kilińskiego 96a. Produkowała kilkaset rowerów rocznie, gdyż właściciel nie zdecydował się na masową produkcję. Zaś warszawska firma Ormonde Kazimierza Lipieńskiego, założona rok wcześniej niż manufaktura Sierpińskiego, jedynie sprowadzała rowery z zagranicy aż do 1905 r., wówczas Lipieński zdecydował się na wyprodukowanie własnych modeli.
W 1886 r. powstało Warszawskie Towarzystwo Cyklistów.
Przed II wojną światową w Polsce działało kilka firm zajmujących się produkcją rowerów, części do nich były zarówno produkowane w Polsce, jak i sprowadzane z Wielkiej Brytanii lub Niemiec. Można wymienić trzy najważniejsze firmy w Warszawie – Adama Kamińskiego, Antoniego Rybowskiego i Franciszka Zawadzkiego, a także Fabryka Broni „Łucznik” w Radomiu. Każde większe miasto miało co najmniej jedną firmę rowerową. Ramy zazwyczaj produkowano na miejscu, a części sprowadzano.
Po wojnie większość zakładów przestała istnieć, a produkcja krajowa ograniczała się do zakładów państwowych Romet.
Według badań CBOS z 2012 roku w Polsce 70 procent Polaków jeździ na rowerach.

## Rowery na świecie

### Ofiary
Na całym świecie na drogach ginie około 1,25 miliona osób rocznie, czyli prawie 3,5 tysiąca dziennie. Jedna czwarta ofiar to piesi lub rowerzyści.
Obecnie udział rowerów we wszystkich podróżach w Holandii wynosi blisko 30%, najwięcej w miastach. W Amsterdamie prawie połowa wszystkich podróży w centrum miasta odbywa się na rowerach. W Utrechcie ta wartość sięga 60%. Liczba ofiar wypadków drogowych w Holandii wynosi 600 osób rocznie, z czego rowerzyści stanowią mniej niż jedną trzecią. W Wielkiej Brytanii od 1 do 2% podróży odbywa się na rowerze, ale cyklista musiałby przejechać średnio ponad trzy miliony kilometrów, zanim spotkałby go poważniejszy wypadek.
O wiele więcej Brytyjczyków umiera co roku ukąszonych przez pszczoły i osy niż zabitych przez rowery. Często ta liczba wynosi zero. W Polsce od ukąszeń pszczół i os umiera co roku kilkanaście osób, zaś zabite przez rowerzystów w latach 2011–2016 zostały 3 osoby, czyli jedna na dwa lata.
W Nowym Jorku w latach 2000–2014 popularność roweru wzrosła o prawie 450%, ale liczba śmiertelnych ofiar wśród rowerzystów pozostała w przedziale od 15 do 20 osób rocznie, a liczba ciężko rannych spadła z 440 do 341 rocznie. W Londynie w tym samym czasie liczba rowerzystów w mieście zwiększyła się o 225%, ale liczba rowerzystów zabitych lub ciężko rannych w ciągu roku nie uległa zmianie. Za to w całej Wielkiej Brytanii rowerzystów nie przybyło, ale liczba ofiar poszła w górę.
W 2003 r. Peter Jacobsen stwierdził, że jeśli po drodze jeździ więcej rowerzystów, indywidualne ryzyko wypadku spada. Zdaniem Jacobsena może się tak dziać, ponieważ kiedy niechronieni uczestnicy ruchu stają się liczniejsi, kierowcy stają się bardziej świadomi ich obecności. Infrastruktura rowerowa zwiększa bezpieczeństwo i atrakcyjność jazdy rowerem, przyciągając więcej użytkowników, co z kolei dodatkowo podnosi bezpieczeństwo. Istnieją późniejsze badania, które podważają koncepcję Jacobsena.
Jenny Mindell w 2012 r. przeprowadziła badanie na podstawie danych z 3 lat. W przypadku angielskich rowerzystów śmiertelność wynosiła 0,42 na milion przejechanych godzin, a holenderskich 0,11, czyli Holandia była prawie 4 razy bardziej bezpieczna. W Anglii rowerem jeździ jednak znacznie więcej mężczyzn niż kobiet, a rowerzyści płci męskiej częściej ulegają wypadkom, niezależnie od otoczenia. Mindell postanowiła więc skorygować współczynnik odzwierciedlający różnice w bezpieczeństwie infrastruktury do 3,4. Gdyby na Wyspach w 2012 r. istniała infrastruktura rowerowa podobna do holenderskiej, zamiast 118 rowerzystów zginęłoby 35. Co roku można by uratować ponad 80 osób albo obniżyć liczbę wypadków śmiertelnych o ponad dwie trzecie względem pierwotnego stanu.

### Rowery a dzieci
W Odense ponad 81% dzieci dociera do szkoły na rowerze, a miasto stawia sobie za cel, by każde dziecko w wieku 6 lat mogło samodzielnie dotrzeć do szkoły na rowerze. Dla porównania w Wielkiej Brytanii zaledwie od 2 do 3%, a w Warszawie 6% uczniów dojeżdża do szkoły rowerem. W Stanach Zjednoczonych, według National Center for Safe Routes to School, nawet wśród uczniów mieszkających w promieniu od jednej do dwóch mil od szkoły (1,6– 3,2 kilometrów), czyli niewiele ponad kwadrans jazdy rowerem, zaledwie 2% wybiera rower. Mniej więcej połowę rodzice dowożą samochodami.
Wraz ze wzrostem zamożności brytyjskiego społeczeństwa odsetek uczniów posiadających rowery podniósł się z dwóch trzecich do 90%. W 1971 r. blisko 70% dzieci rodzice pozwalali jeździć rowerem po ulicy, w 1990 r. ta liczba spadła do 25%. Znacznie mniej dzieci mogło poruszać się pieszo bez opieki, zwłaszcza w drodze do szkoły.
W 1969 r. prawie 90% amerykańskich dzieci, które mieszkały w odległości jednej mili od szkoły (ok. 1,6 kilometra), docierało tam pieszo lub na rowerze. W 1999 r. ten odsetek spadł do 30%. 75% spadek liczby nieletnich ofiar wypadków z udziałem pieszych był okupiony zmniejszeniem się liczby dzieci chodzących pieszo do szkoły o 67%.
Alison Carver prowadziła rozmaite badania nad ograniczaniem mobilności dzieci w Wielkiej Brytanii i Australii. W artykule z 2013 r. napisała, że dzieciom, które samodzielnie chodzą lub jeżdżą rowerem do szkoły, rodzice dają dużo więcej wolności do poruszania się po okolicy w życiu pozaszkolnym. Ustaliła też, że w przypadku dzieci, które w promieniu 5 kilometrów od szkoły mają bardziej rozbudowaną infrastrukturę rowerową, prawdopodobieństwo, że będą jeździć do szkoły rowerem, jest prawie 2 razy wyższe niż u pozostałych. Rower to znakomity sposób na zwiększenie aktywności fizycznej nastolatek, bo dziewczęta w tym wieku niechętnie biorą udział w sportowej rywalizacji.

### Inne statystyki
Według policyjnych statystyk w Anglii i Walii co roku kradnie się około 100 tysięcy rowerów. Liczba ta jest niedoszacowana, bo wielu poszkodowanych nie zgłasza zaginięcia na policję. Według British Crime Survey bliższe prawdy jest 500 tysięcy, które i tak może być zaniżone, bo nie uwzględnia poszkodowanych poniżej 16 r. ż.
Co roku w Holandii sprzedaje się około milion rowerów, z czego rowery elektryczne już w 2014 r. stanowiły ponad 20%. W 2017 ten współczynnik wynosił już 31%.
Dane brytyjskiego Departamentu Transportu dowodzą, że 32% ruchu rowerowego odbywa się na wiejskich drogach, ale to właśnie tam 58% kolizji kończy się śmiercią rowerzysty. Głównym powodem jest fakt, że na takich drogach kierowcy jeżdżą szybciej. 

## Galeria

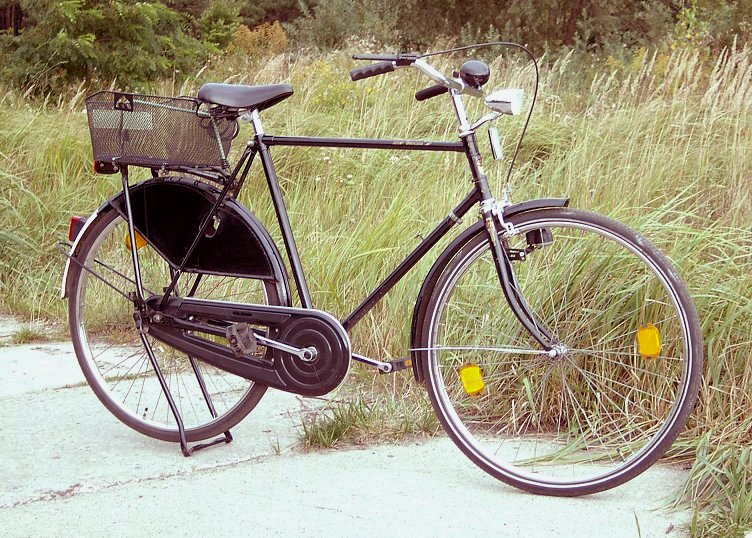
Rower miejski
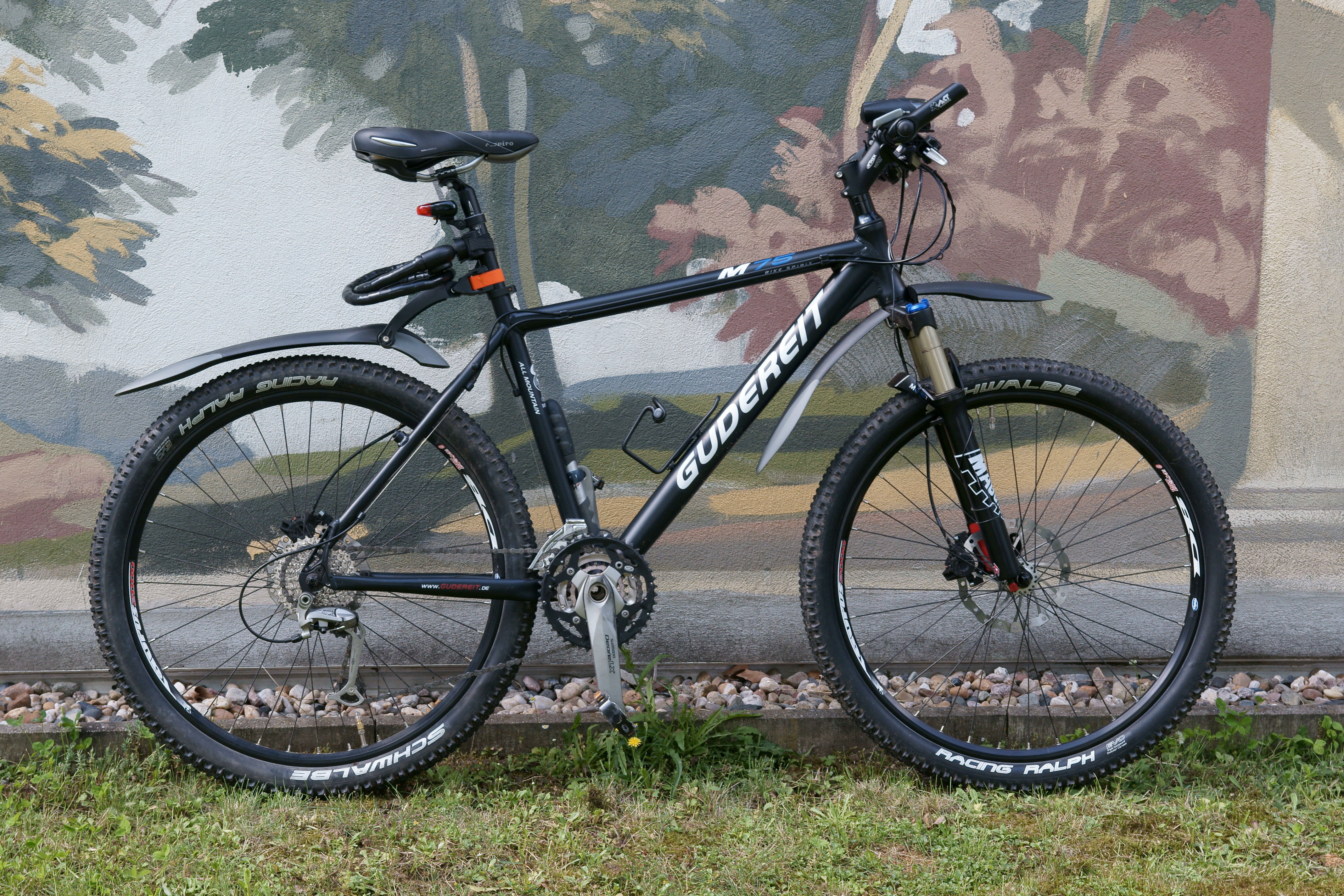
Rower górski
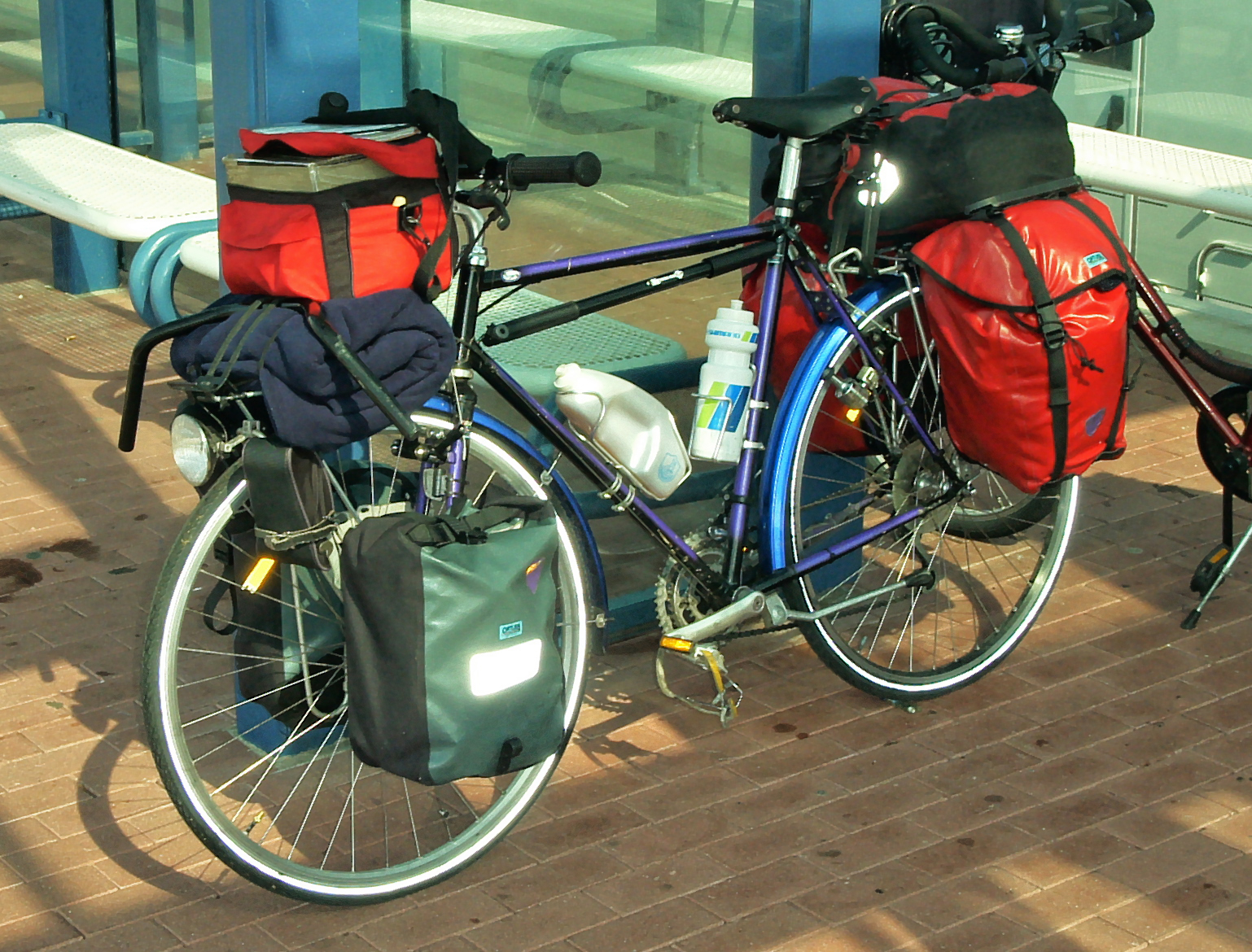
Rower trekingowy
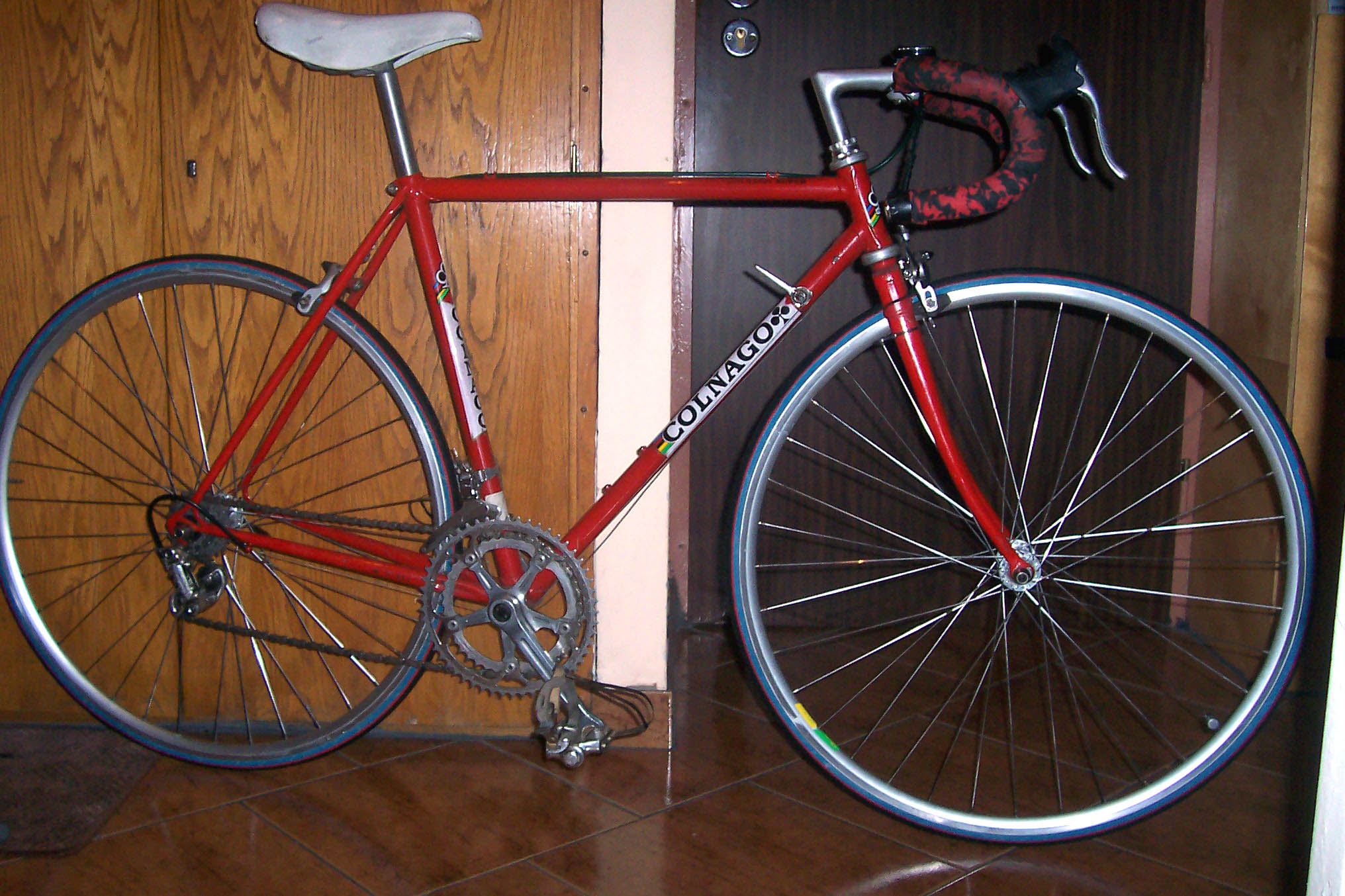
Rower szosowy
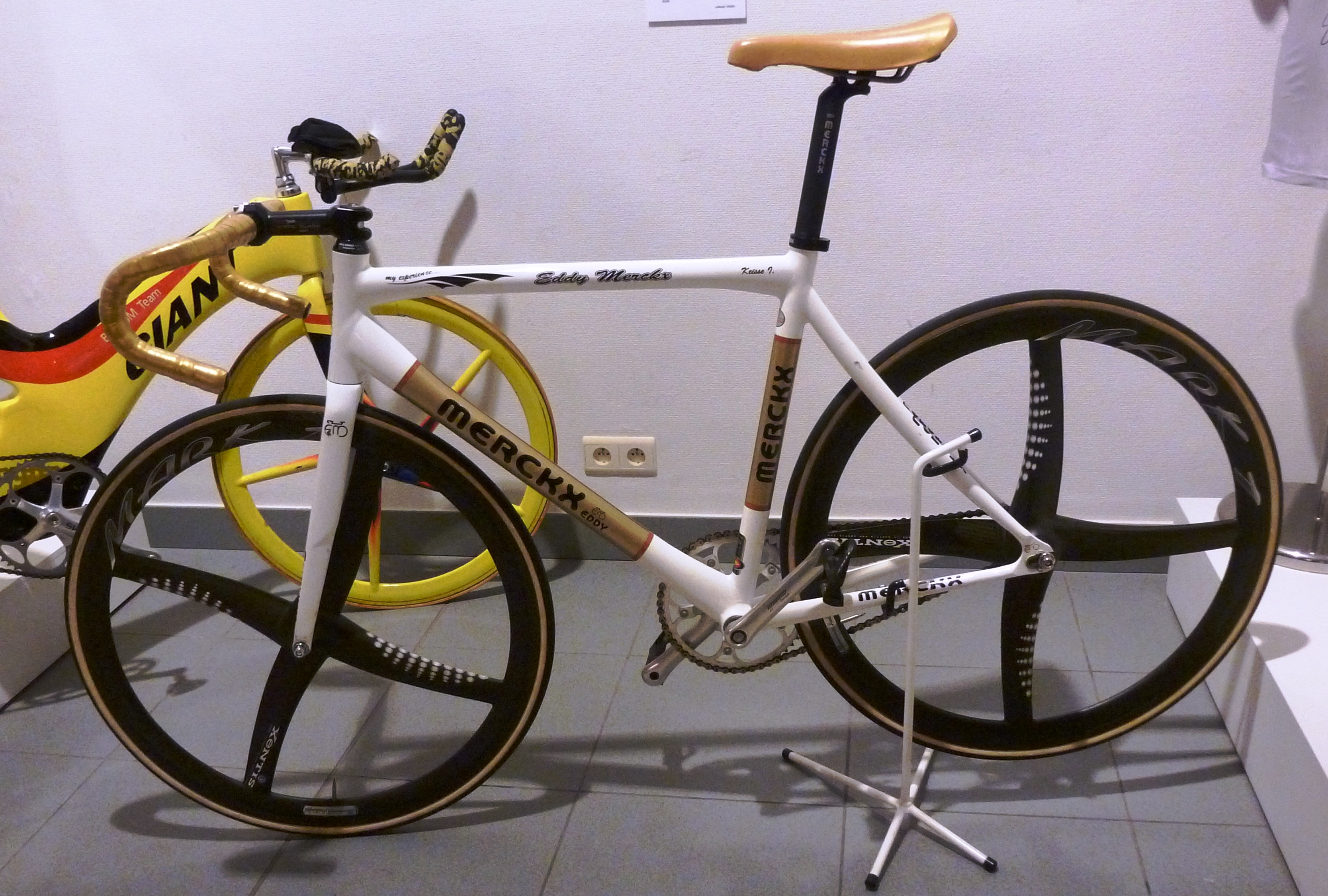
Rower torowy
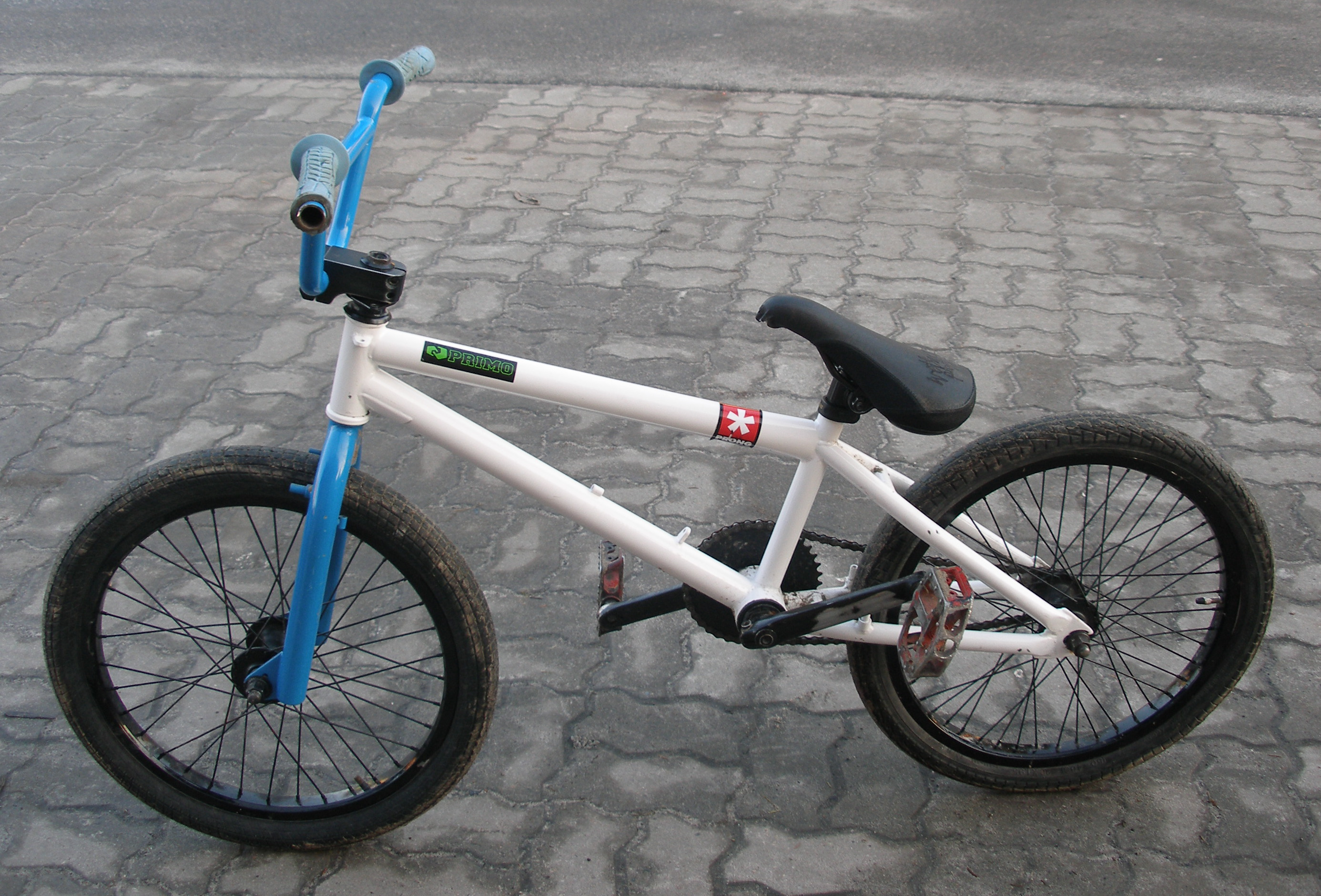
BMX
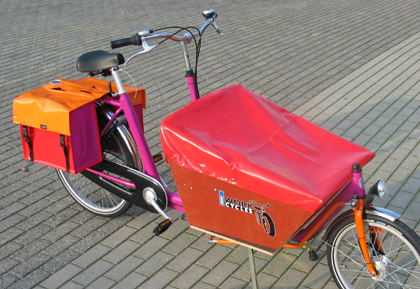
Rower transportowy
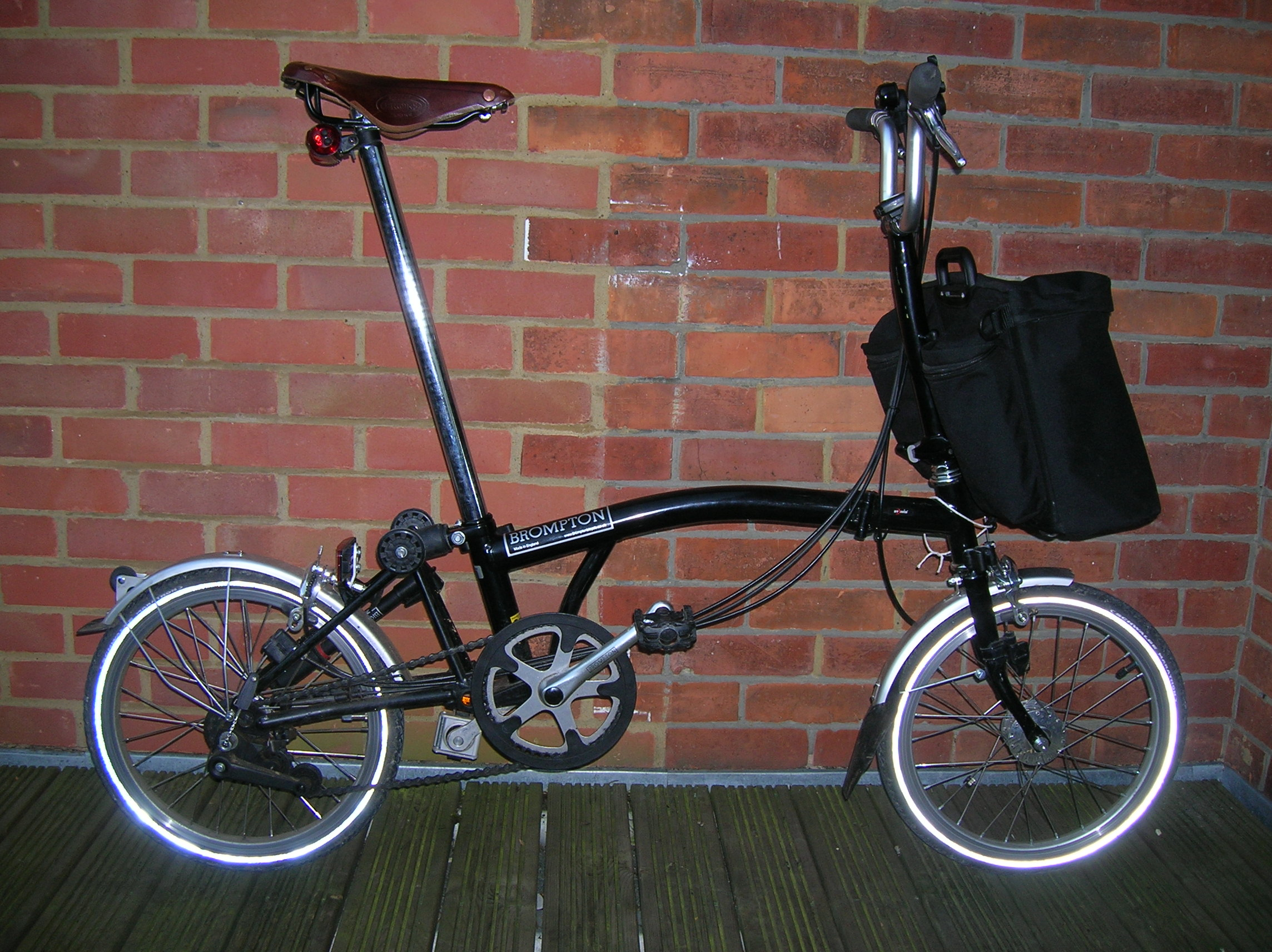
Rower składany
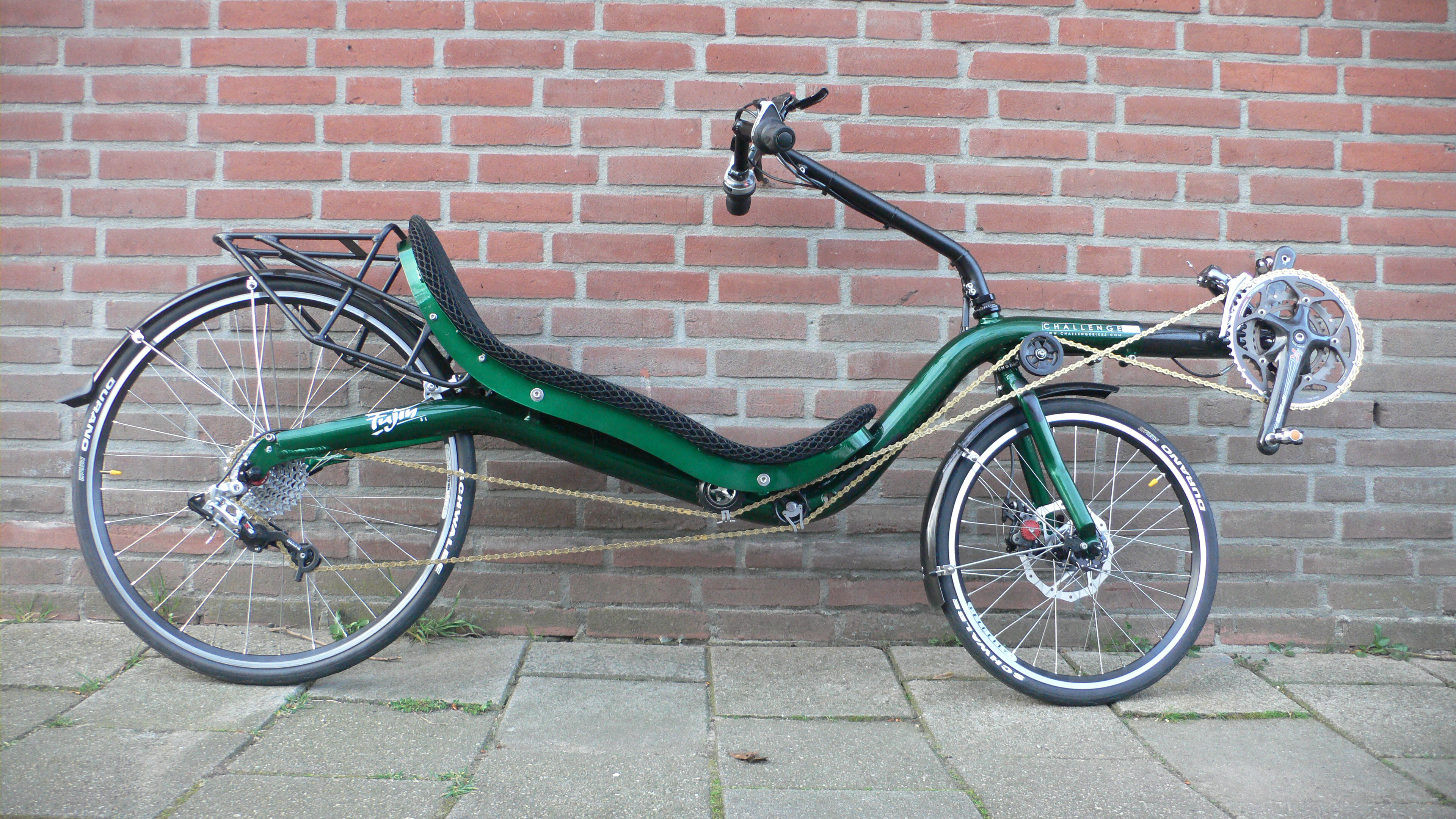
Rower poziomy
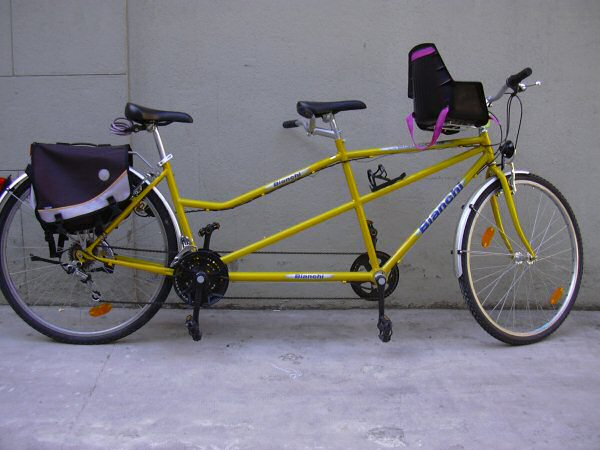
Tandem
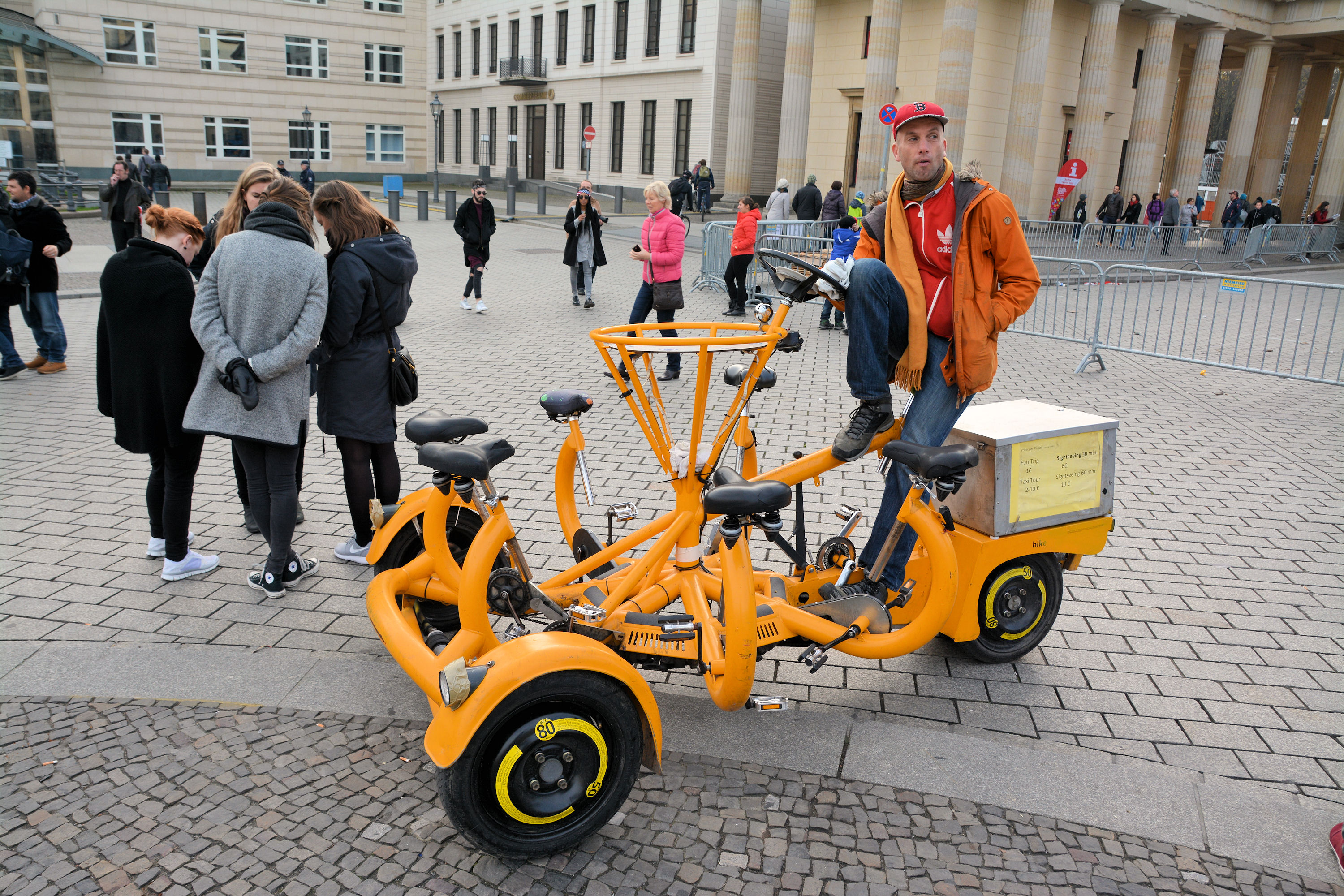
Rower siedmioosobowy
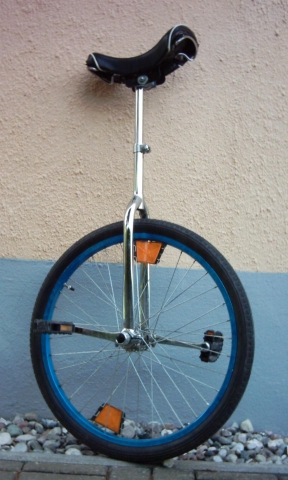
Rower jednokołowy
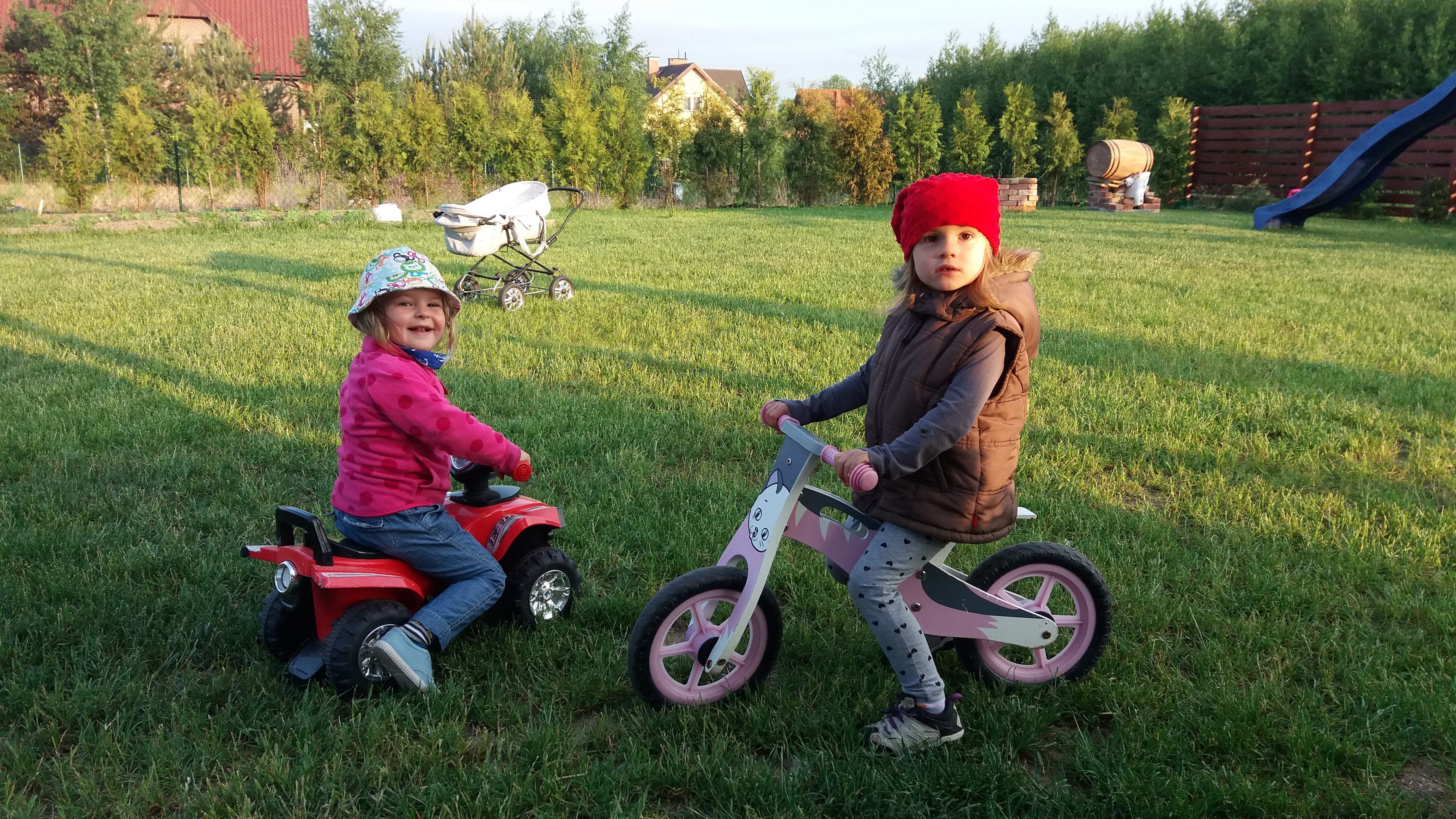
Rowerek biegowy do nauki jazdy
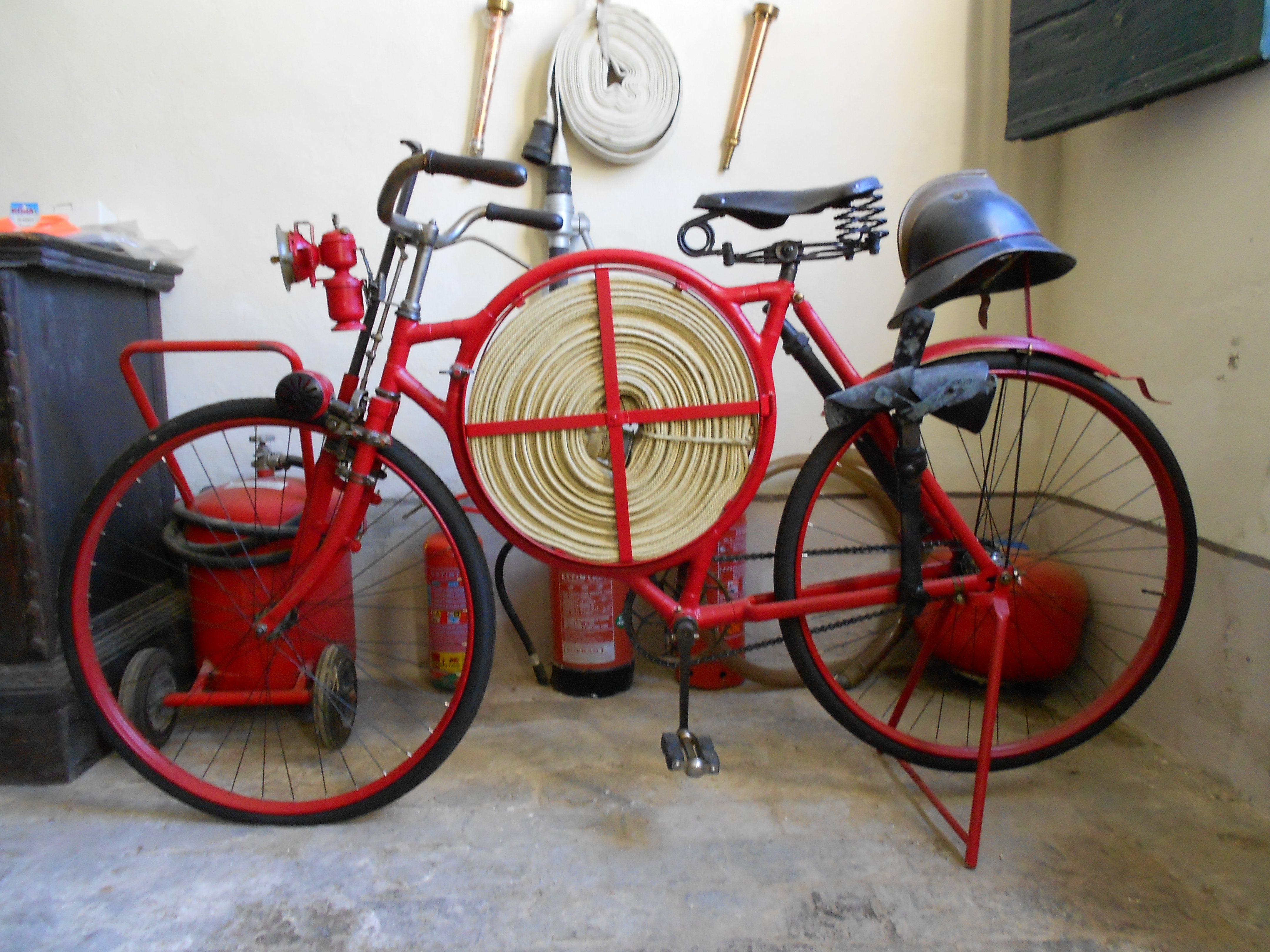
Rower strażacki
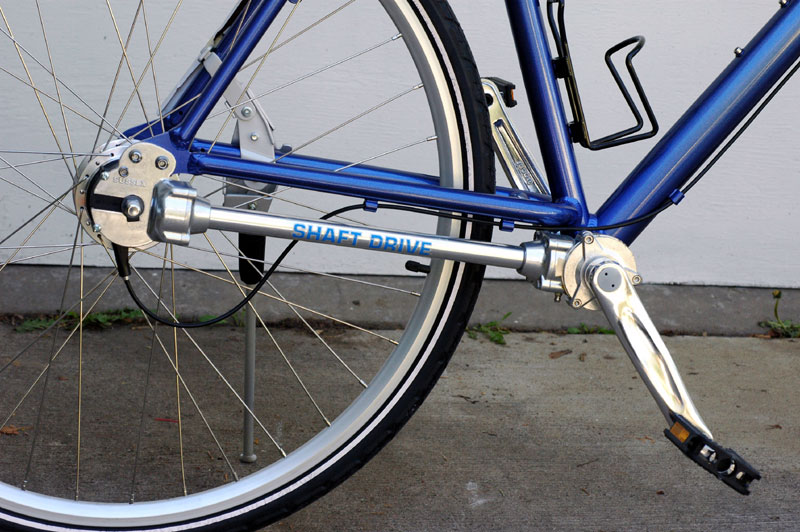
Rower napędzany wałem
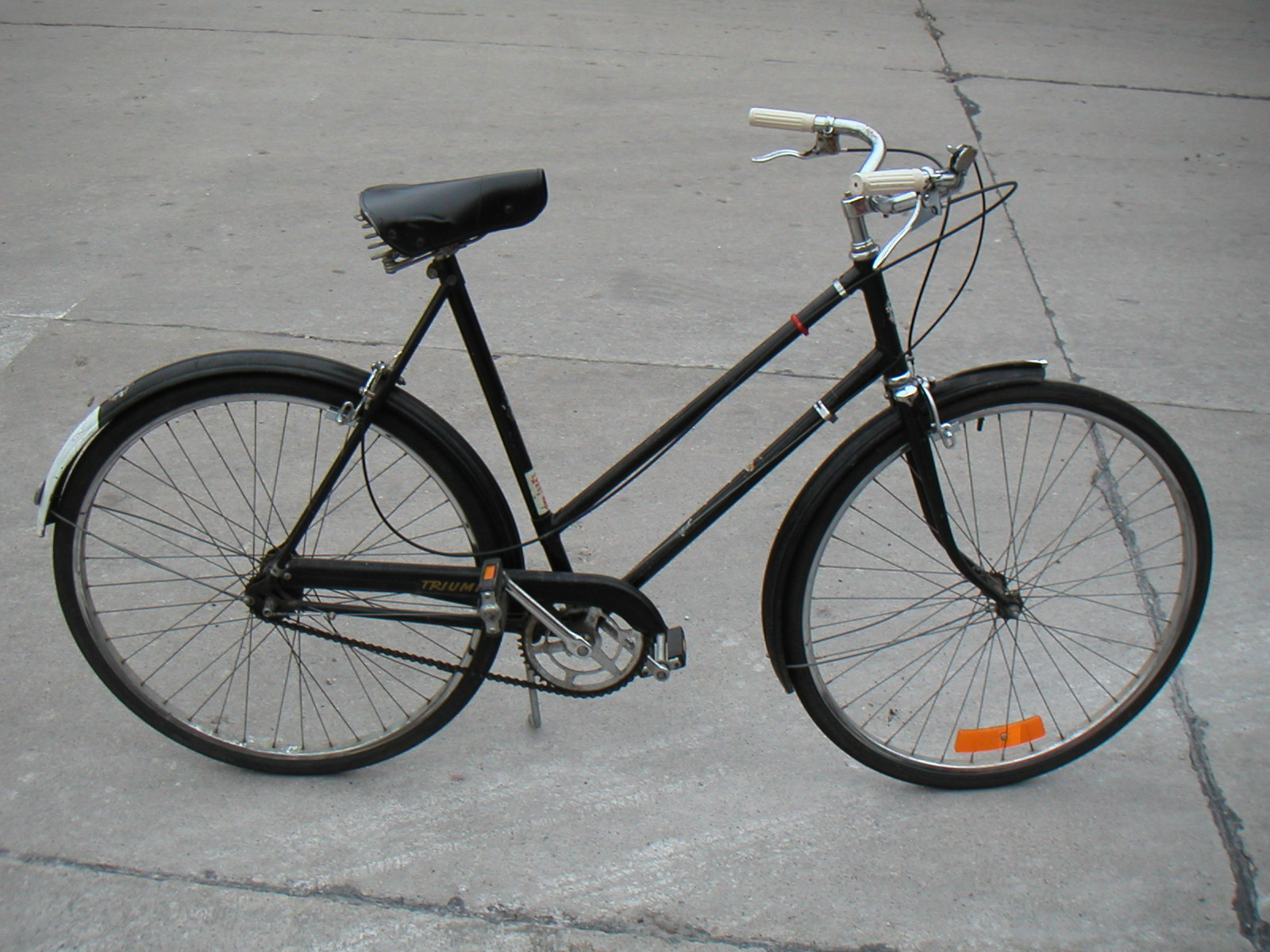
Damka